# Paranyga
Paranyga (oroszul: Параньга, mari nyelven Поранча) városi jellegű település Oroszországban, Mariföldön, a Paranygai járás székhelye. Mariföldön a tatár diaszpóra központja.
Lakossága: 5985 fő (a 2010. évi népszámláláskor).

## Fekvése
Mariföld délkeleti részén, Joskar-Olától 95 km-re, országúton 106 km-re (vagy 123 km-re) fekszik, 30 km-re Tatárföld határától. A legközelebbi vasútállomás Joskar-Olában van.

## Története
A Vjatka jobb parti területein, Urzsum és Malmizs vidékén a tatárok évszázadok óta állandó népcsoportot alkottak.
A monda szerint a települést a Kaszim kánságból érkezett két tatár, Csuras és Buras alapította 1552 után. Valószínű, hogy a monda reális történeti tényeken alapul. Levéltári iratok 1699-ben Berenga néven említik a települést, mely a Kazany és Urzsum közötti kereskedelmi útvonalon helyezkedett el. A 18. században lakói muzulmánok voltak, 1762-ben 478 tatár lakosa volt. Bő száz évvel később, 1869-ben az 1485 lakosból még mindig csak 65 fő volt orosz. Lakói zömmel földművelők voltak, állattartással, méhészettel foglalkoztak. A 19. században a falu négy részből állt, és mind a négy vallási közösségnek külön mecsetje volt. A település gyorsan növekedett, de az 1906-ban kitört nagy tűzvészben az egész falu leégett.
1931-ben az újonnan létrehozott Tatár járás – a következő évtől már Paranygai járás –  székhelye lett. 1935-ben járási kórház kezdte meg működését. A század utolsó évtizedeiben a közben kibővített kórház új, korszerű épületbe költözhetett.
1932-ben tanítóképző nyílt, melyet 1956-ban megszüntettek. Helyén bentlakásos iskolát nyitottak a járás falvaiból érkező gyermekek számára. Az internátus 1973-ban leégett, a helyette emelt épületben 1975-től szakmunkásképző iskola működött.
1960-ban a településen kiépült a vízvezeték hálózat, bekapcsolták az utcai közvilágítást. Az 1960-as években létesített közfürdőt az 1980-as években egy újabb követte, külön női és férfi részleggel.
1979-ben az 5375 fős összlakosság 74,6%-a tatár, 15,4%-a orosz és 9,4%-a mari volt. 1995-ben megnyitották a Mariföldi Tatár Kulturális Központot, de három évvel később átminősítették járási kulturális- és szabadidőközponttá. Szintén 1995-ben felépült és megnyílt az első mecset, a lakótelepi részen pedig 2003-ban a második.
Minden nyár elején a tatárok Szabantuj (Сабантуй) és a marik Peledis pajrem (Пеледыш пайрем) ünnepét együtt rendezik meg Paranygában.